# We Are One
We Are One är en låt skriven av Frida Öhrn, Hampus Eurenius och Nicklas Eklund, framförd av Frida Öhrn.
Låten som tävlade i den fjärde deltävlingen av Melodifestivalen 2020, gick vidare till andra chansen, som senare åkte ut i duell mot Felix Sandman.